# Patrimoni dell'umanità degli Emirati Arabi Uniti
I patrimoni dell'umanità degli Emirati Arabi Uniti sono i siti dichiarati dall'UNESCO come patrimonio dell'umanità negli Emirati Arabi Uniti, che sono divenuti parte contraente della Convenzione sul patrimonio dell'umanità l'11 maggio 2001.
Al 2025 i siti iscritti nella Lista dei patrimoni dell'umanità sono due, mentre sedici sono le candidature per nuove iscrizioni. I siti culturali di Al Ain, scelti nel 2011 in occasione della trentacinquesima sessione del comitato del patrimonio mondiale e comprendenti diverse componenti, sono stati il primo patrimonio emiratino iscritto nella lista. Nel 2025, nella quarantasettesima sessione, il Paleopaesaggio di Faya è divenuto il secondo sito emiratino riconosciuto dall'UNESCO. Entrambi i siti sono considerati naturali, secondo i criteri di selezione.

## Siti del Patrimonio mondiale
| Foto | Sito                                                                         | Luogo   | Tipo                         | Anno | Descrizione |
| ---- | ---------------------------------------------------------------------------- | ------- | ---------------------------- | ---- | --- |
|      | Siti culturali di Al Ain (Hafit, Hili, Bidaa Bint Saud e le aree delle oasi) | al-'Ayn | Culturale (1343; iii, iv, v) | 2011 | I siti culturali di Al Ain (Hafit, Hili, Bidaa Bint Saud e le aree delle oasi) costituiscono una proprietà seriale che testimonia l'occupazione umana sedentaria di una regione desertica fin dal periodo neolitico con vestigia di molte culture preistoriche. Notevoli resti nella proprietà includono tombe circolari in pietra (risalenti circa al 2500 a.C.), pozzi e una vasta gamma di costruzioni in mattoni: edifici residenziali, torri, palazzi ed edifici amministrativi. Hili presenta inoltre uno dei più antichi esempi del sofisticato sistema di irrigazione falaj che risale all'età del ferro. La proprietà fornisce un'importante testimonianza del passaggio delle culture nella regione dalla caccia e raccolta alla sedentarizzazione. |
|      | Paleopaesaggio di Faya                                                       | Mleiha  | Culturale (1735; iii, iv)    | 2025 | Situato tra il Golfo Persico e il Mar Arabico, il sito conserva testimonianze dell'occupazione umana risalenti al Paleolitico medio e al Neolitico (210 000-6 000 anni fa). Gli strati archeologici rivelano come cacciatori-raccoglitori e pastori si siano adattati a climi estremi, alternando periodi aridi e piovosi ogni 20 000 anni. Oltre alle attività di sussistenza, i primi gruppi umani sfruttarono le caratteristiche geomorfologiche del sito per l'estrazione di risorse. Grazie alla varietà di fonti d'acqua e materie prime, Faya fornisce preziose informazioni sulla resilienza umana in ambienti iperaridi. |

## Siti candidati
| Foto | Sito                                                              | Luogo                    | Tipo                                | Anno       | Descrizione |
| ---- | ----------------------------------------------------------------- | ------------------------ | ----------------------------------- | ---------- | --- |
|      | Insediamento e cimitero dell'isola Umm al-Nar                     | Umm al-Nar               | Culturale (5660; ii, iii)           | 30/01/2012 | Umm al-Nar è il più grande sito sulle coste meridionali del Golfo Persico contemporaneo alle città sumeriche e accadiche in Mesopotamia. È un sito costiero universalmente importante perché presenta una caratteristica architettura funeraria ed è stato il primo ad essere stato scoperto e scavato negli Emirati Arabi Uniti. Rame, diorite e forse un clima più umido furono tra gli altri fattori che portarono all'ascesa della cultura di Umm Al Nar e alla sua prosperità. La necessità di rame da parte degli antichi mesopotamici e diorite per realizzare statue per i loro re li fece commerciare con Dilmun e Magan. |
|      | Isola di Sir Abu Nuʽayr                                           | Sir Abu Nuʽayr           | Naturale (5661; ix, x)              | 30/01/2012 | L'isola protetta di Sir Abu Nuʽayr è una delle aree marine protette più importanti per il suo contenuto di elementi ambientali significativi, come le sue formazioni geologiche, la flora naturale e gli uccelli marini. L'isola è caratterizzata da scenari naturali e spiagge sabbiose che sono state scelte dalle tartarughe marine come luogo per la riproduzione. È uno dei più importanti siti di nidificazione di embricate dell'intero Golfo Persico e sicuramente il luogo di gran lunga più importante degli Emirati Arabi Uniti. |
|      | Khor Dubai                                                        | Dubai                    | Culturale (5662; ii, iii, v)        | 30/01/2012 | Khor Dubai è un'insenatura naturale di acqua di mare del Golfo Persico situata nel cuore di Dubai, lunga 14 chilometri e con una larghezza che varia tra 100 e 500 metri. Corre a sud-est e termina al Santuario naturalistico di Ras Al-Khor. L'insenatura divide la città in due parti: Bur Dubai e Deira, e ha svolto un ruolo importante nello sviluppo economico della regione nel corso della storia. |
|      | Sito di Ed-Dur                                                    | Umm al-Qaywayn           | Culturale (5663; iii)               | 30/01/2012 | Il sito è caratterizzato da un gran numero di configurazioni funerarie e da edifici residenziali in pietra locale. Questi includono una serie di scheletri maschili e femminili, nonché alcuni strumenti di vita quotidiana, che illustrano i riti funebri in quel periodo. L'edificio più importante è il tempio rettangolare, che si trova in una conca circondata da dune di sabbia. Era adibito a pratiche di culto, con tracce di una vasca rettangolare rinvenuta all'interno. Il sito di Ed-Dur è l'unico luogo conosciuto, tra la penisola del Qatar e lo Stretto di Hormuz, in cui si trova un tempio del I secolo. |
|      | Moschea di Al Badiyah                                             | Al-Badiyah               | Culturale (5665; iii)               | 30/01/2012 | La Moschea di Al Badiyah è caratterizzata, e distinta da altre moschee antiche e moderne, dall'avere quattro cupole di dimensioni non uguali poste vicine tra loro. Ogni cupola è composta da più cupole montate sopra le altre, la prima delle quali forma la base di una grande cupola. La seconda cupola più piccola insieme alla terza cupola molto più piccola sono coronate da una cupola con una piccola testa. |
|      | Sharja: la porta degli Stati della Tregua                         | Sharja                   | Culturale (5941; v)                 | 13/11/2014 | Sharjah, con il suo porto e il suo vecchio aeroporto, era la porta degli Stati della Tregua. È un eccezionale esempio di sviluppo urbano moderno di città storiche nel Golfo Persico e nella regione. Contiene tipicamente due componenti che hanno spesso caratterizzato l'esistenza di insediamenti nel Golfo Persico: innanzitutto, si trova in un'imboccatura protetta del mare, chiamata localmente Al Khor; in secondo luogo, offre acqua dolce a profondità relativamente basse. Dai primi commerci con l'est all'insediamento della potente famiglia marinara dei Qawāsim e fino alla prima metà del XIX secolo, Sharjah era il porto più importante del Golfo Persico inferiore. |
|      | Paesaggio culturale della regione centrale dell'emirato di Sharja | Emirato di Sharja        | Culturale (6311; iii, v)            | 09/03/2018 | La proprietà seriale è un paesaggio culturale caratterizzato dal suo ambiente unico come una catena calcarea (jebel) ricca di materie prime (inclusa la selce) che si erge tra le dune rosse del deserto e la pianura ghiaiosa che porta agli alti monti Ḥajar. Le pendici orientali hanno beneficiato del bacino idrografico proveniente dai monti Ḥajar, consentendo così un'occupazione umana ripetuta per più di 250 000 anni in questa zona. Cinque importanti siti archeologici, Jebel Faya (Paleolitico), Al Buhais (Neolitico e tarda età del bronzo), Jebel Emailah (prima età del bronzo), Al Tuqaibah (età del ferro) e Mleiha (preislamica), sono inclusi in questo paesaggio culturale. |
|      | Sabkha di Abu Dhabi                                               | Emirato di Abu Dhabi     | Naturale (6352; viii)               | 20/06/2018 | Le sabkhah costiere di Abu Dhabi sono tra le migliori documentate al mondo, come risultato principalmente della loro vastità, completezza e a causa delle prime ricerche intraprese dai geologi. È stato riferito che la sabkha situata a sud delle isole Dhabeiya e Abu Al Abyadh è l'unica completa al mondo che rappresenta i quattro principali strati distintivi di sabkha, riconoscibili insieme in un unico sito. Questi strati, dal basso verso l'alto, sono: fango lagunare (subtidale), tappeto microbico (intertidale), fango gessoso e noduli di anidrite (sopratidale). |
|      | Paesaggio culturale di Dayah                                      | Al-Rams                  | Culturale (6463; v)                 | 26/07/2020 | Il paesaggio culturale di Dhayah contiene, in forma concentrata, tutti i diversi sistemi di uso della terra e del mare, tipici in passato della parte settentrionale della penisola dell'Oman. Includono una laguna protetta da un banco di sabbia con un antico insediamento portuale islamico. I giardini di palme e i loro pozzi d'acqua rappresentano il centro della vita stanziale negli ultimi 5000 anni. Un forte in mattoni di fango all'interno dell'oasi e un ulteriore forte in collina difendevano l'ambiente circostante. Le montagne comprendono insediamenti di case in pietra e sistemi di campi terrazzati, che sono entrambi unici per la penisola di Musandam. |
|      | Città del commercio di perle di Jazirat Al-Hamra                  | Al-Jazirah al-Hamra      | Culturale (6464; iii, v)            | 26/07/2020 | Al-Jazirah al-Hamra è l'unica città storica del commercio di perle nel Golfo, sopravvissuta alla modernizzazione e al rapido sviluppo dopo la scoperta del petrolio. È un'eccezionale testimonianza dell'architettura e dell'urbanistica del passato e comprende tutti gli elementi tradizionali di un'antica città del Golfo: un forte e torri di avvistamento, moschee, suq e un gran numero di case a corte, che rappresentano da migliaia di anni l'archetipo delle abitazioni in Medio Oriente e riflettono i diversi strati sociali di un insediamento pre-petrolifero. |
|      | Città commerciale di Julfar                                       | Ras al-Khaima            | Culturale (6465; iii, iv, v)        | 26/07/2020 | La città commerciale di Julfar, e i suoi tre successivi centri commerciali a Kush, Mataf/Nudud e Ras al-Khaima, rappresentano una delle pochissime città islamiche esistenti nel Golfo e nel sud-est dell'Arabia, caratterizzate da vaste proprietà e da una storia continua per tutto il periodo islamico. Fino al XVIII secolo, Julfar dominò il commercio delle perle nel Golfo inferiore, e un particolare tipo di perla fu chiamato "julaffar" dal nome della città commerciale. I reperti archeologici provenienti dagli scavi di Julfar hanno rivelato le sue estese relazioni commerciali non solo con il Golfo, ma anche attraverso l'Oceano Indiano, il sud-est asiatico e l'Africa orientale. Julfar ha svolto un ruolo importante all'interno della rete commerciale emergente dell'Oceano Indiano ed è anche il famoso luogo in cui è stato trovato il chicco di caffè più antico del mondo. |
|      | Shimal                                                            | Emirato di Ras al-Khaima | Culturale (6466; i, ii, iii, iv, v) | 26/07/2020 | Shimal comprende il più grande cimitero preistorico di tombe megalitiche nel sud-est dell'Arabia. Le sue monumentali strutture funerarie del periodo Wadi Suq non sono solo di dimensioni uniche, ma includono anche una varietà di tipi architettonici, che non possono essere trovati al di fuori dell'Emirato di Ras al-Khaima. Sia le grandi tombe del periodo di Umm an-Nar, che contengono diverse centinaia di individui ciascuna, sia la proporzione del cimitero di Wadi Suq, che comprende più di 100 tombe, indicano che questo era un importante centro culturale durante il III e II millennio a.C. Inoltre, Shimal ospita il più grande insediamento della tarda età del bronzo scoperto finora e l'unico palazzo medievale del periodo islamico medio nel sud-est dell'Arabia. |